# Trung tâm Thành phố Melbourne
Trung tâm thành phố Melbourne (thường gọi tắt là CBD hoặc City) là khu vực đô thị thương mại, tài chính của thành phố Melbourne, bang Victoria, Úc. Năm 1835, thành phố Melbourne được hình thành chính tại nơi này do công của John Batman và John Pascoe Fawkner. Ranh giới của khu đô thị trung tâm được Chính quyền bang Victoria quy định trong Kế hoạch Phát triển Melbourne. Phạm vi của vùng đô thị trung tâm hiện nay bao trùm lên hai khu vực: khu Bàn Cờ (Hoddle Grid) và khu Chợ Victoria, cùng với một phần của Docklands và Southbank kế cận. Không nên nhầm khu trung tâm thành phố với Thành phố Melbourne, một khu vực chính quyền địa phương quản lý vùng trung tâm đô thị.
Đây là trung tâm thương mại của nội đô và là quận thương mại trung tâm (CBD) của toàn vùng đô thị Melbourne. City còn đóng vai trò là trung tâm tài chính lớn của nước Úc và khu vực Châu Á-Thái Bình Dương. Hoddle Grid chính là trung tâm thành phố gốc Melbourne và là linh hồn của thành phố này. Nơi đây được biết đến với nhiều hẻm và khu mua sắm có tiếng, những tòa nhà với kiến trúc thời Victoria đến đương đại cũng như nhiều công viên cây xanh rộng lớn. Năm trong số sáu tòa nhà cao nhất nước Úc cũng đang tọa lại tại đây. Trong những năm gần đây, khu vực này đã nổi lên thành một thiên đường cho nghệ thuật đường phố, sánh ngang với hai trung tâm khác là New York và Berlin. Melbourne City cũng đã được UNESCO công nhận là "Thành phố Văn chương" trong Mạng lưới các Thành phố Sáng tạo của tổ chức này.

## Hình thành

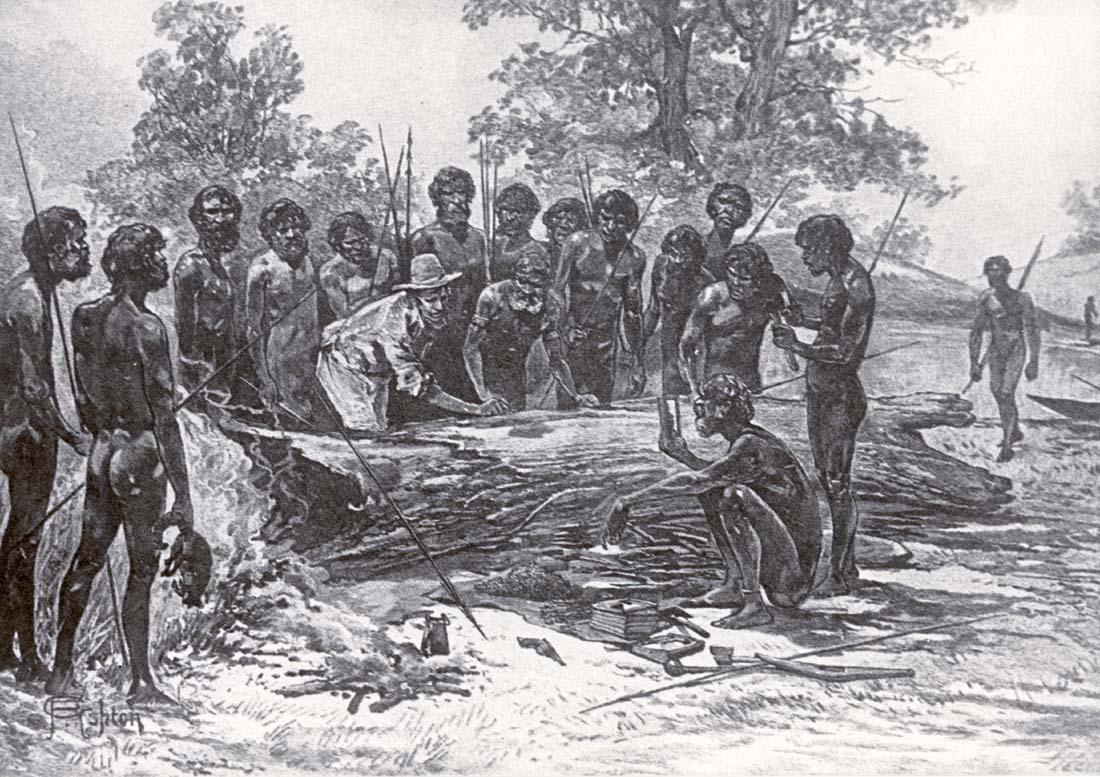
Tranh minh họa về cảnh ký kết Thỏa ước Batman

### Thỏa ước của Batman

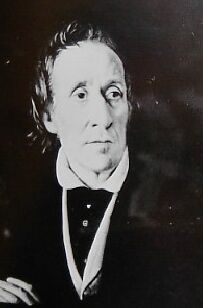
John Pascoe Fawkner

Tháng tư năm 1835, John Batman, một nhà chăn nuôi lớn, thành viên của Hiệp hội Geelong và Dutigalla (sau này là Hiệp hội Port Philip), đã quyết định xuống tàu tại thị trấn Launceston trên hòn đảo Đất Van Diemen (giờ là bang Tasmania). Con tàu buồm ông và đoàn tùy tùng đi trên có tên Rebecca, xuôi theo hướng bắc đến miền đông nam New South Wales (nằm trên đất liền châu Úc) để tìm vùng đất mới chăn thả gia súc. Vượt qua Eo biển Bass xong, con thuyền đi vào lòng vịnh Port Phillip rồi cập vào khu vực cửa Sông Yarra vào một ngày tháng 5. Sau khi khảo sát một vòng vùng đất mới, ông gặp các tộc trưởng thổ dân bản địa thuộc hai bộ Wurundjeri và Kulin, và thương thảo xin cấp 600.000 mẫu đất (tương đương 2.400 km²). Cuộc thương thảo, sau này được gọi là Thỏa ước của Batman, được cho là diễn ra tại bờ suối Merri Creek (gần vùng Northcote hiện nay). Để xin nhượng đất, ông cùng đoàn tùy tùng đã trao đổi với người thổ dân rất nhiều lễ vật, bao gồm: chăn đắp, dao, gương soi, đường cùng nhiều vật khác theo đình kỳ mỗi năm một lần. Câu kết trong bài nhật ký của Batman sau này được xem như là hiến chương mở đầu cho vùng đất mới.
Tuy nhiên, khi trở về lại Đất Van Diemen, Thỏa ước trên của Batman bị Thống đốc New South Wales, Ngài Richard Bourke, tuyên xưng vô hiệu, theo Bản Tuyên ngôn của Thống đốc Bourke vào tháng 8 năm 1835. Theo đó, ngài thống đốc Bourke cùng người đồng cấp của ông ở Đất Van Diemen (ngài George Arthur) khẳng khái tin rằng thổ dân bản địa không có bất cứ tuyên bố chủ quyền chính thức nào trên toàn châu lục. Dựa trên luận thuyết lãnh thổ vô chủ (terra nullius), bản tuyên ngôn chỉ rõ Triều đình có quyền sở hữu toàn bộ vùng đất của đại lục Úc châu, và chỉ có triều đình mới có quyền bán và phân chia đất. Vì vậy, bất cứ hợp đồng hay thỏa ước nào không chính quyền cho phép đều vô hiệu, và bất kỳ ai cố gắng giao dịch trên những thỏa ước như vậy đều được xem là phạm pháp. Tuy nhiên, trong lúc bản tuyên ngôn trên vẫn còn đang soạn thảo, một doanh nhân có thế lực khác tại Đất Van Diemen là John Pascoe Fawkner đã chi tiền bảo trợ cho chuyến thám hiểm vùng đất mới được Batman khám phá. Đoàn thám hiểm của ông đã lên chiếc thuyền buồn Enterprize từ cảng George Town. Cùng lúc đó, Hiệp hội Port Philip cũng chấp nhận tài trợ cho một chuyến đi thứ hai trên con tàu Rebecca từ cảng Launceston.

### Fawkner và thế sự đã rồi
Ngày 29 tháng 8 năm 1836, con tàu Enterprize chở theo đoàn người di cư đã đi vào cửa sông Yarra và cập bến tại khúc sông không xa nơi đoàn của Batman đã từng đỗ. Ngay hôm sau, nhóm người này bắt đầu lên bờ (tại nơi bây giờ là phố William), bốc dỡ hàng hóa, đồ đạc, gia cầm và dựng nhà lập nghiệp. Để kỷ niệm sự kiện này, ngày 30 tháng 8 hàng năm trở thành Ngày Melbourne. Trong khi đó, đoàn người của Hiệp hội lên tàu Rebecca, đến trễ hơn vì phải dừng chân tại Indented Head, mũi đất bên bờ tây vịnh, gần phía đông Geelong ngày nay. Tại đây họ đã gặp William Buckley – một tù khổ sai bỏ trốn suốt 32 năm. Nhà chức trách cho rằng người cựu tù đã bỏ mạng nơi rừng hoang nước độc, nhưng thật ra Buckley đã sống cùng bộ lạc người bản địa Wathaurong, thuộc liên minh với người Kulin gần đó. Khi đến Melbourne tháng 9, Batman vô cùng thất vọng khi biết nhóm di dân của Enterprize đã dựng thôn lập ấp nên ông nói với họ (nhóm của Fawkner) rằng đã xâm phạm vào đất của Hiệp hội. Nhưng trên thực tế, theo Tuyên bố của Thống đốc Bourke thì cả hai nhóm này đều đang xâm phạm đất đai Nhà nước sở hữu. Fawkner được cho là một người cầu thị, dân chủ, nên khi ông đến đây vào tháng 10, cả hai bên đã tiến hành thương lượng quyền sử dụng đất. Sau nhiều cuộc tranh cãi căng thẳng, hai bên đi đến quyết định phân chia đất một cách công bằng nhất.
Vì là người đến sau cùng nên Fawkner nắm rất rõ nội dung trong Bản Tuyên bố của Thống đốc Bourke, vốn đã được Bộ Thuộc địa tại Mẫu quốc thông qua vài ngày trước đó. Ông hiểu rằng để khu định cư có thể tồn tại như một sự thể đã rồi (fait accompli), các bên phải cùng nhau hợp tác. Nhờ đó, đất đai được chia đều cho người của cả hai phía, khu định cư chung sống một cách hòa bình, nhưng không có một hệ thống cai trị cụ thể. Khu làng mới được gọi bằng nhiều tên khác nhau, trong đó có hai tên gọi: "Batmania" (xứ Batman) và "Bearbrass"; cả Batman và Fawkner đều đồng ý với cái tên Bearbrass. Fawkner nhanh chóng đảm đương vai trò người đứng đầu khu định cư non trẻ;  đầu năm 1836, vùng mới chỉ có 177 người gốc Âu di cư (gồm 142 nam và 35 nữ). Bộ trưởng Bộ thuộc địa, ngài Charles Grant, đã nhận ra tình trạng đã rồi này, bèn chỉ thị cho Thống đốc Bourke ngay lập tức chuyển khu định cư trên về dưới quyền hành chính phủ. Batman cùng Hiệp hội Port Philip được bồi thường tổng cộng 7.000 bảng Anh công lao khai phá. Đến tháng 3 năm 1837, nơi này được Thống đốc Bourke định danh lại thành "Melbourne" nhằm vinh danh vị Thủ tướng Vương quốc Anh đương thời, ngài William Lamb (Tử tước Melbourne).

## Ranh giới và địa lý

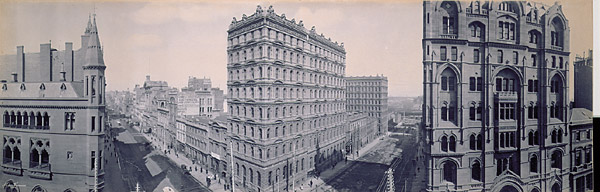
Quận thương mại trung tâm thành phố Melbourne. Ảnh chụp năm 1903

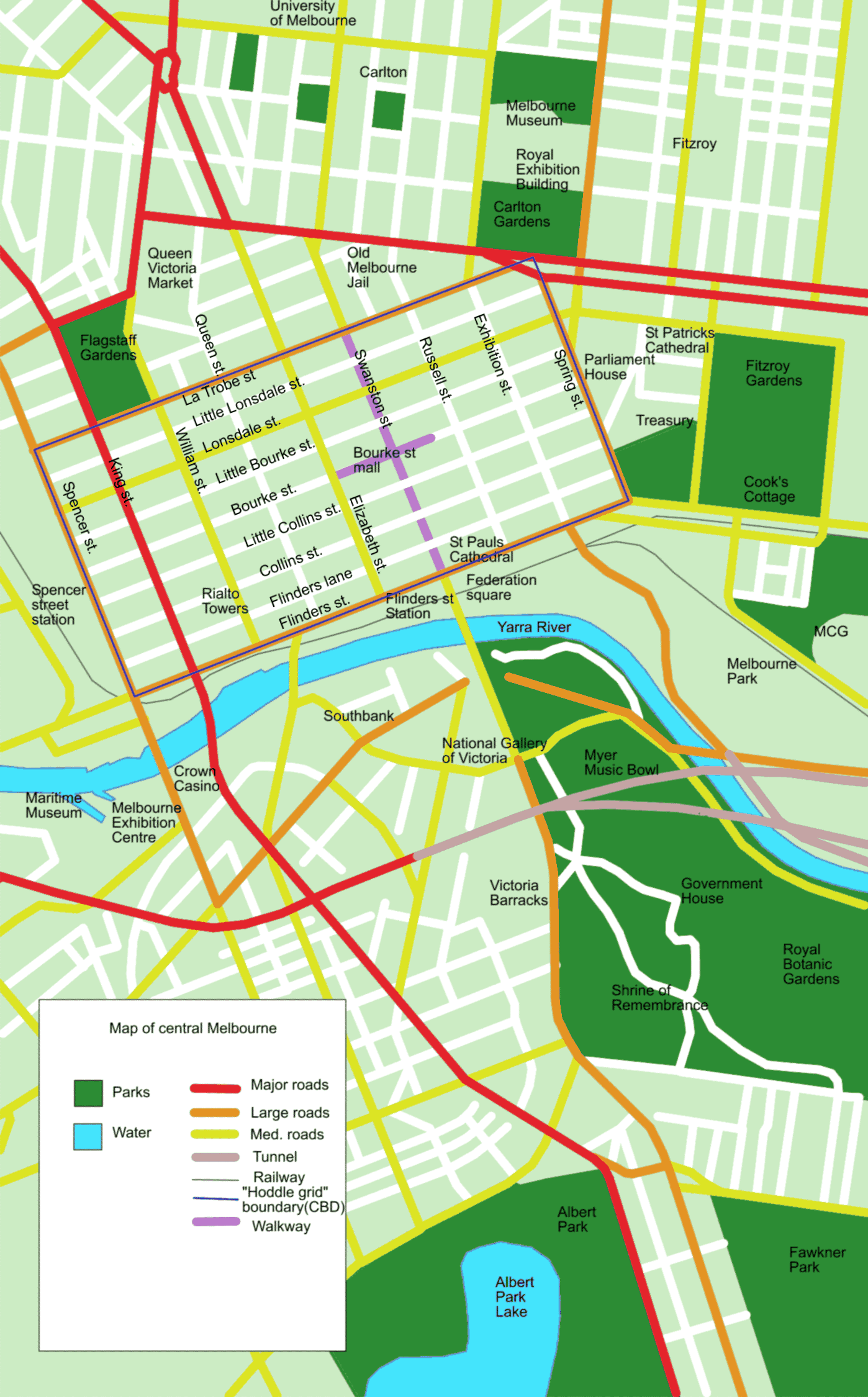
Bản đồ Trung tâm Thành phố

Ở phía tây, ranh giới khu trung tâm Thành phố được xác định dọc theo đường Spencer Street, kéo dài lên đường Grattan ở phía bắc, sát vùng Carlton. Tại đây, đường ranh giới này sau đó chạy theo các đường La Trobe, William, Peel, Grattan, qua Chợ Victoria, đường Berkeley và đường Victoria. Tại đây, đường Spring trở thành ranh giới phía đông, tuy nhiên đến đoạn Wellington Parade, nó trải rộng ra, bao trọn đến tận Brunton Avenue, đường Punt và sông Yarra. Sông Yarra trở thành ranh giới phía nam của vùng trung tâm thành phố.
Khu trung tâm thành phố tiếp giáp vùng South Yarra về phía đông nam, bởi các đường Anderson, Domain, Arnold, công viên Fawkner, Commercial và High Street. Nó cũng giáp với vùng St Kilda dọc theo đường St Kilda Road và vùng Albert Park dọc theo đường Queens Road, Lakeside Drive, cùng với vùng South Melbourne dọc theo các đường Albert Road, Kings Way, Palmerston Crescent, Wells Place. Dĩ nhiên, nó tiếp giáp vùng Southbank dọc theo đường St Kilda Road cùng với khu dải dất bờ sông của phố Flinders.
Dù không nằm trong ranh giới Trung tâm thành phố nhưng có vài khu vực giáp ranh vẫn cấu thành vùng trung tâm hoạt động đô thị. Trong đó bao gồm, khu Docklands, (có sân vận động Etihad), Southbank, South Wharf và East Melbourne/Jolimont (với Melbourne Cricket Ground). Có một điều thú vị là, mặc dù gọi là trung tâm, nhưng thật ra đây không phải là trung tâm địa lý hay dân số của toàn thành phố. Do đô thị hóa và gia tăng dân số về phía đông nam nên trong nhiều năm nay, trung tâm của vùng đô thị đã dịch chuyển về đường Bourne Street, vùng Glen Iris.

### Khu Bàn cờ

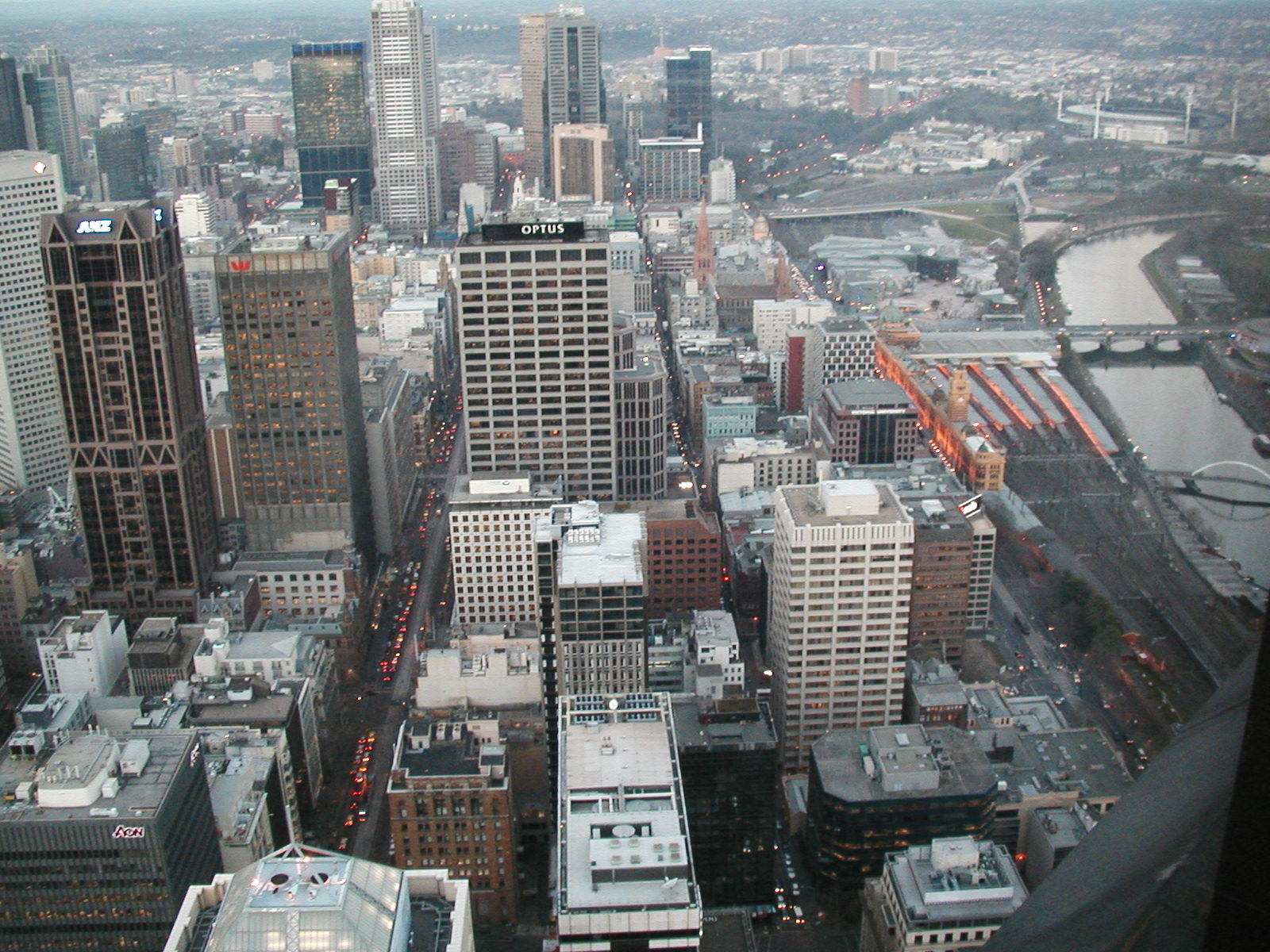
Ảnh chụp trên không về khu vực phía nam của CBD. Nhà ga Flinders Street và sông Yarra nằm ở phía tay phải

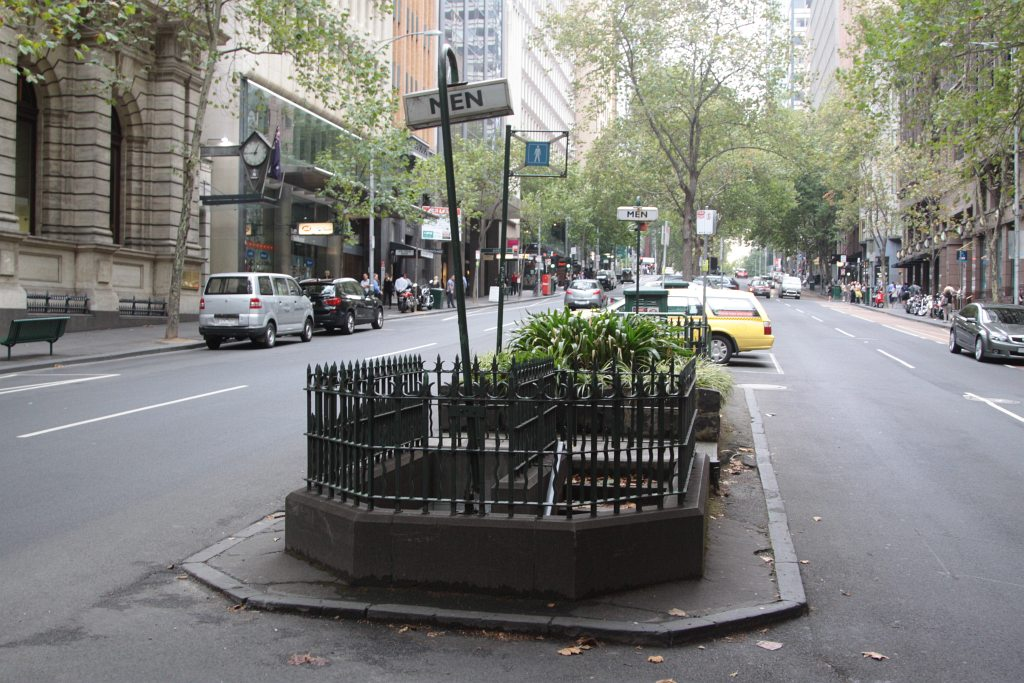
Một toilet công cộng đặt ngầm trên đường Queen Street

Hoddle Grid là bản quy hoạch đường phố theo dạng mạng lưới (grid) trong nội đô thành phố Melbourne thời gian đầu. Mạng lưới này kéo dài từ đường Flinders Street đến Chợ Victoria, và từ Spencer Street đến đường Spring. Vì do Robert Hoddle thiết kế năm 1837 nên nó được gọi tắt thành Mạng lưới Hoddle. Theo đó, tất cả các con đường chính có chiều rộng đúng bằng 1 xích rưỡi (khoảng 30m), và các dãy phố có diện tích vừa đủ 10 xích vuông (tức 10 mẫu Anh, 4.04 héc ta). Nếu xét theo chu vi, toàn bộ khu phố mới tạo thành 1 hình chữ nhật, với chiều dài 1 dặm (khoảng 1.6 km) và rộng nửa khoảng (0.80 km). Để cân bằng với khúc Sông Yarra chảy qua thành phố, trục đông-tây được đặt nghiêng 70 độ so với hướng chính bắc trong la bàn. Vì thế, các tuyến đường chạy hướng bắc-nam bị nghiêng khoảng 8 độ so với kim bắc của la bàn–lưu ý rằng năm 1900, độ lệch của góc từ hướng bắc đã dịch tuyển từ 8° 3' E năm 1900 sang vị trí 11° 42' E năm 2009.
Từ thập niên 70 thế kỷ 19 đến những năm 20 của thế kỷ 20, khu vực trung tâm thành phố tập trung rất nhiều phòng khám tư dọc theo các con phố Collins và Spring, và do đó, hầu hết cư dân là bác sĩ và y sĩ. Before Cho đến những năm 1960, chỉ có một số ít cư dân sống quanh khu vực đường Spring và đường St Kilda ở phía nam thành phố. Lý do có ít người sinh sống là vì Hội đồng thành phố lúc bấy giờ chưa cho phép xây dựng chung cư tại các khu vực trên. Mãi đến năm 1960 khi thành phố Melbourne tiến hành mở rộng địa giới hành chính, khu phố dọc theo đường St Kilda mới được nhận mã bưu chính Melbourne 3004 và nhiều công sở mới được xây lên để giảm quá tải về kinh doanh, thương mại cho khu Trung tâm Hoddle. Kết quả là nhiều ngôi biệt thự lớn bị phá bỏ để dọn đường cho các tòa nhà cao tầng xây mới.

## Dân cư
Trung tâm thành phố Melbourne là một trong những địa phương có tỷ lệ tăng dân số nhanh nhất trên toàn quốc.. Không những thế, thành phần cư dân nơi này cũng hết sức đa dạng, phong phú. Về một mặt, sống ở City mang đến nhiều tiện lợi, đi làm nhanh chóng hơn, nhiều phương tiện công cộng hơn. Mặt khác, nhiều chung cư trong thành phố tương đối nhỏ hẹp và thường thiếu chỗ đậu xe trầm trọng. Kết quả là chỉ có sinh viên các trường học và người đi làm trẻ tuổi ít có nhu cầu lái xe mới chọn sống trong khu vực này.

## Kinh tế

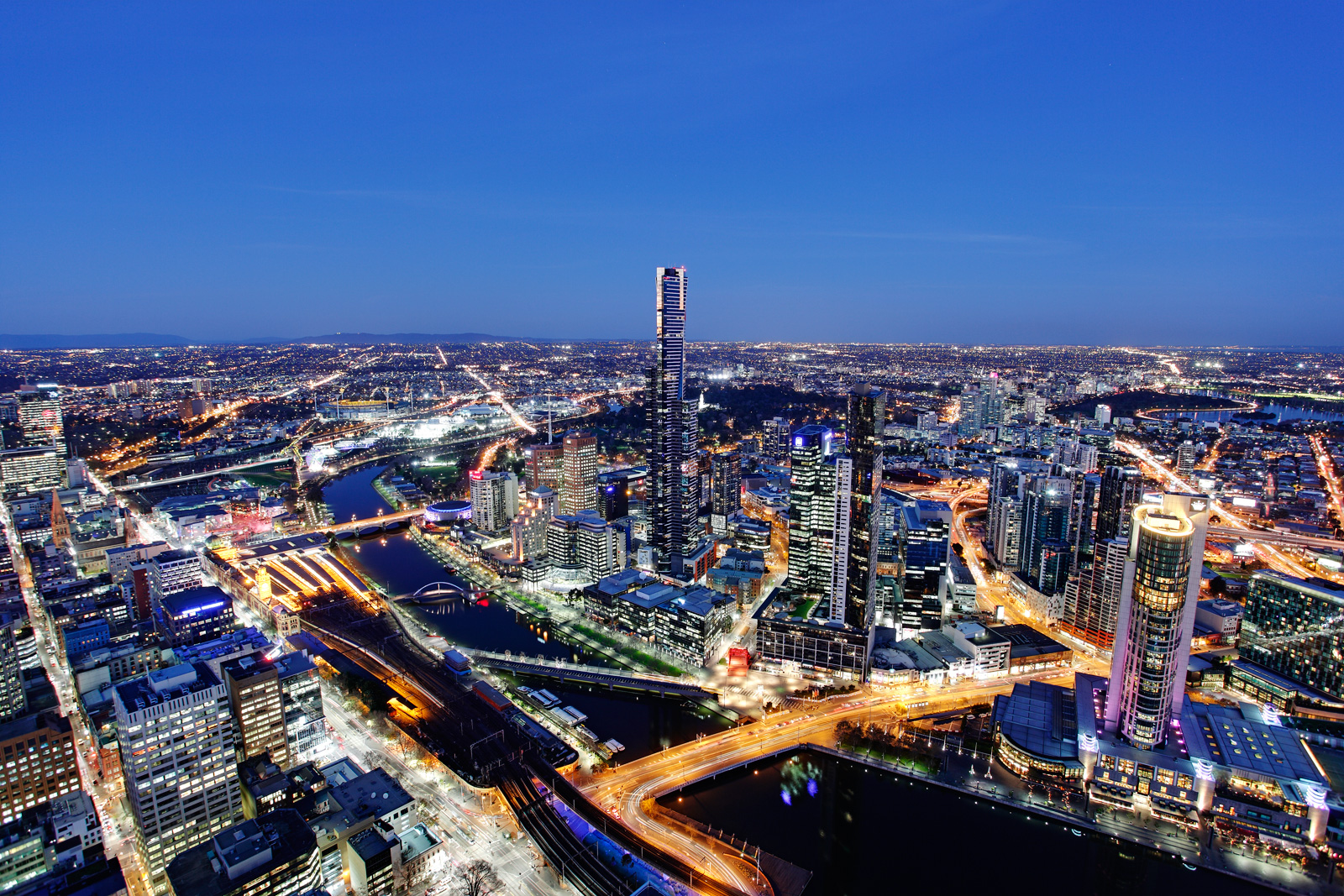
Tháp Eureka và Sòng bạc Crown tại khu Southbank

Trung tâm thành phố đóng vai trò 'quận hoạt động trung tâm' (central activities district - CAD) của vùng nội đô Melbourne. Nhiều công trình lớn, quan trọng của thành phố nằm trong phạm vi khu vực này bao gồm: Trung tâm Điện ảnh Úc, Sòng bài Crown, Quảng trường Liên bang, Nhà ga Flinders Street, Thủy cung Melbourne, Trung tâm Hội nghị và Triển lãm Melbourne, Tòa Thị chính, Nhà Triển lãm Quốc gia Victoria, Trung Nghệ thuật bang Victoria, Thư viện bang, Nghị viện bang Victoria và Tòa án Tối cao Victoria. Nằm ở vùng rìa phía đông bắc của khu vực này là quần thể Di sản Thế giới gồm Cung triển lãm Hoàng gia và Vườn Carlton, cũng là nơi tọa lạc của Bảo tàng tổng hợp Melbourne. Ga đầu mối của các mạng lưới đường sắt đô thị Melbourne (Ga Flinders Street) và xuyên suốt tiểu bang Victoria (Ga Southern Cross) đều nằm tại đây. Mạng dưới dày đặc của hệ thống xe điện Melbourne cũng tập trung tại khu vực này.
Khu trung tâm thành phố còn là 'quận thương mại' (CBD) của toàn vùng đô thị Melbourne rộng lớn và là một trung tâm tài chính lớn của Úc và cả khu vực châu Á - Thái Bình Dương. Nhiều doanh nghiệp lớn có trụ sở tại đây, bao gồm hai công ty khai khoáng lớn nhất thế giới, bao gồm: BHP Billiton và Rio Tinto Group; cùng với hai trong 'tứ đại ngân hàng' của Úc là: ANZ và NAB, và hai công ty giải trí có thế lực tại Úc là: Crown và Tabcorp. Ngoài ra tập đoàn truyền thông mạnh nhất nước Úc, Telstra, hai công ty quản lý giao thông Toll and Transurban và hãng bia biểu tượng của nước Úc, Foster's Group cũng góp mặt tại trung tâm thành phố.

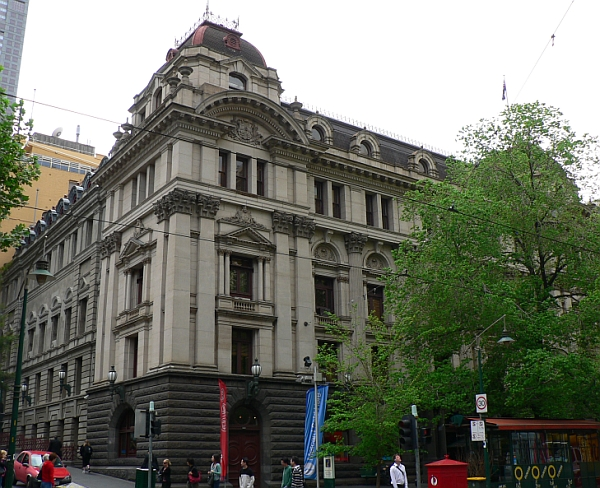
Khu nhà hành chính của Tòa thị chính

City còn đóng vai trò là nơi đóng đô của chính quyền Thành phố Melbourne và Chính quyền bang Victoria. Ba viện đại học lớn của thành phố cũng đặt cơ sở giảng dạy tại đây là: Đại học RMIT (khuôn viên Nội thị), Đại học Melbourne (Trường Cao đẳng Nghệ thuật Victoria) và Đại học Victoria (cơ sở Flinders).
So với nhiều thành phố khác ở Úc, Khu Trung tâm thành phố Melbourne nói riêng không có nhiều giới hạn về chiều cao xây dựng, và sau nhiều năm xây dựng và phát triển cực thịnh thời hậu chiến, nơi này đã có 5 trong số 6 tòa nhà cao nhất nước Úc, trong đó có Tháp Eureka tọa lại tại khu Southbank, phía bờ nam đô thị. Trên gần đỉnh tháp có tầng quan sát giúp nhìn toàn cảnh không gian đô thị toàn thành phố. Tháp Rialto, tòa tháp cao thứ nhì thành phố hiện vẫn là tòa nhà cao nhất trong khu CBD cũ; tuy nhiên tầng quan sát của tòa nhà này đã đóng cửa tháng 12 năm 2009.

## Văn hóa và thể thao

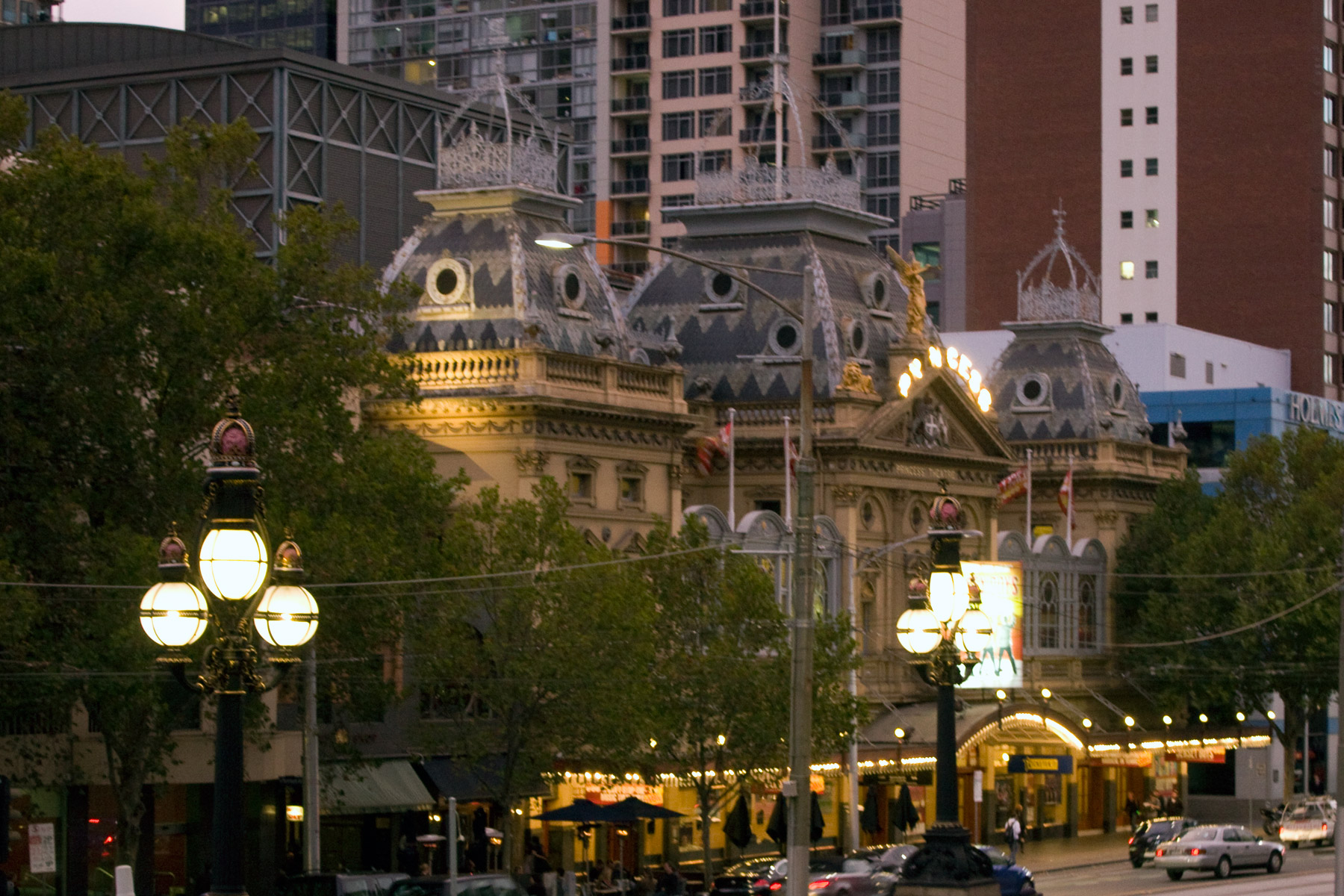
Rạp Công Chúa trên đường Spring

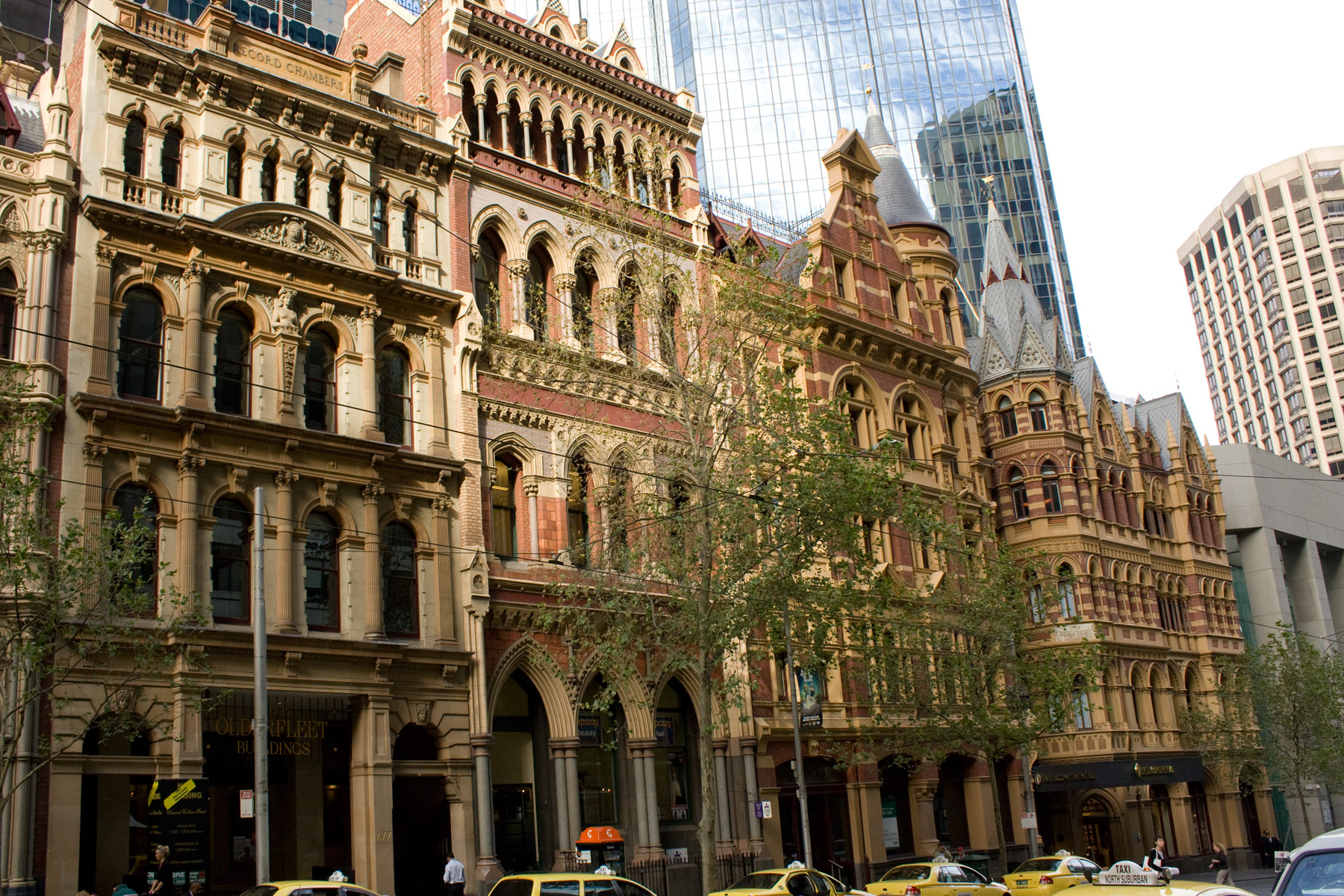
Dãy nhà Olderfleet, đường Collins

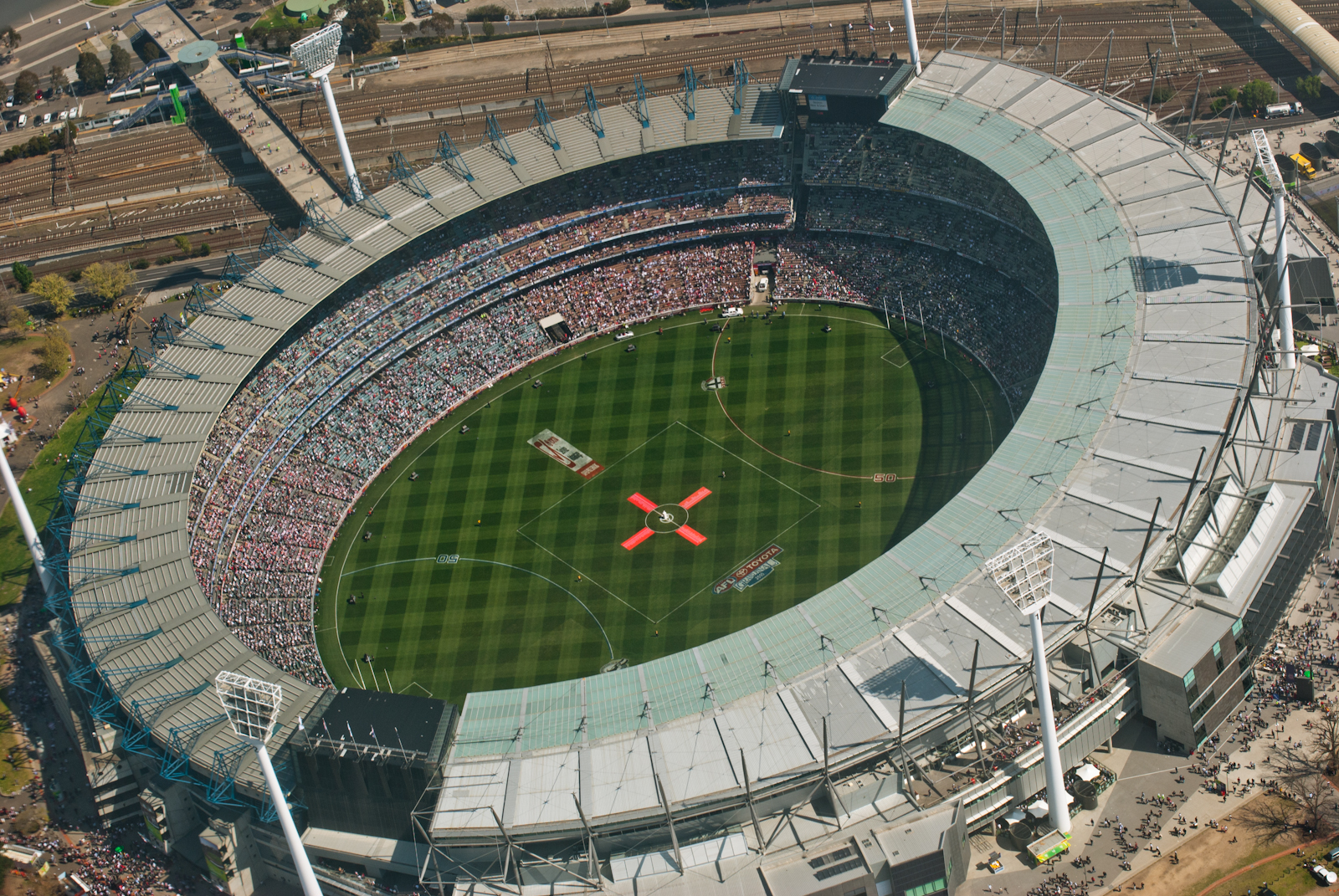
Không ảnh của Melbourne Cricket Ground (MCG), nằm tại Melbourne Park (khu thể thao và giải trí của thành phố), bên cạnh Rod Laver Arena và Hisense Arena.

### Nghệ thuật
Khu Trung tâm thành phố là nơi tập trung nhiều tụ điểm biểu diễn nghệ thuật đặc sắc của bang, trong đó có Trung tâm Nghệ thuật Victoria (gồm Nhà hát bang, Nhà hát Hamer, Playhouse và Fairfax Studio), Trung tâm Thu âm Melbourne, Sân khấu Vòm Âm nhạc Sidney Myer, các Rạp hát Princess, Regent, Forum, Palace, Hài kịch, Athenaeum, Her Majesty, Capitol, và Trung tâm Nghệ thuật Đương đại Úc.
Đây còn là trung tâm văn học của nước Úc, với số hiệu sách và nhà xuất bản trên đầu người lớn hơn bất kỳ thành phố nào khác trên toàn quốc, bao gồm cả trụ sở nhà xuất bản sách hướng dẫn du lịch ăn khách nhất trên thế giới, cuốn Lonely Planet. Năm 2008, Khu trung tâm Melbourne được UNESCO phong tặng danh hiệu "Thành phố Văn chương" trong danh sách nhiều thành phố sáng tạo khác nhau. Melbourne cũng được xếp vào một trong những thiên đường của nghệ thuật đường phố của thế giới, bên cạnh New York và Berlin. Các con phố mái vòm nghệ thuật và ngõ hẻm tràn ngập họa tiết tranh ảnh cũng được độc giả Lonely Planet bình chọn là điểm đến văn hóa đặc sắc của Úc.

### Thể thao
Nhiều câu lạc bộ thể thao mang tên thành phố Melbourne (như Melbourne Victory, Melbourne Storm) đều có trụ sở tại đây. Một ngoại lệ là hai câu lạc bộ Khúc côn cầu và Bóng bầu dục Úc lại đóng quân tại Melbourne Cricket Ground nằm trên khu phố Jolimont của vùng East Melbourne sát City. Hai CLB này đều là các CLB tiên phong của các môn thể thao này và ra đời trong thời kỳ dân số thành phố còn rất nhỏ và tập trung quanh các vùng nội đô ngày nay. Vì thế, thành phần vận động viên trong CLB Khúc côn cầu tương đối hạn chế. CLB Bóng bầu dục Úc Melbourne cũng chịu số phận tương tự: mặc dù mang danh thành phố, nhưng cổ động viên các CLB khác cho rằng CLB này chỉ đại diện cho quận trung tâm, chứ không phải toàn thành phố Melbourne. Kết quả là, mặc dù là câu lạc bộ giàu truyền thống và đạt nhiều thành tích thời kỳ đầu, Melbourne giành ít tình cảm của khán giả nhất trong giải nhà nghề VFL/AFL. Tiềm lực dồi dào nhưng thiếu thốn tính đại diện đã dẫn đến kế hoạch hợp nhất với Hawthorn để lập ra CLB Melbourne Hawks, tuy nhiên ý định trên không thành do sự can thiệp từ Joseph Gutnick và phần lớn thành viên CLB Hawthorn. CLB Melbourne có truyền thống cạnh tranh với các CLB đối thủ đến từ các vùng lân cận như CLB Collingwood và gần đây nhất là CLB Geeling từ thành phố lân cận. Gần đây CLB đã nỗ lực rất nhiều nhằm tạo dựng hình ảnh đại diện của mình trong toàn vùng đô thị. Trong đó, CLB đã đề ra nhiều chiến lược như thành lập hội Team Melbourne, (nhóm các CLB thể thao mang tên thành phố "Melbourne"), và một loạt hoạt động quảng bá hình ảnh thành phố tại Trung Quốc của cựu Thị trưởng John So, một cổ động viên của CLB.
Dọc theo đường Queens Road, phía nam CBD có sân golf Albert Park.

### Sự kiện
Khu Trung tâm Thành phố còn là nơi diễn ra nhều sự kiện chính trị, thể thao lớn, bao gồm: Lễ ra mắt Chính quyền Liên bang Úc năm 1901, Thế vận hội Mùa hè 1956, Hội nghị Lãnh đạo Chính phủ Khối Thịnh vượng chung 1981, Đại hội Thể thao Cảnh sát và Cứu hỏa 1995, Diễn đàn Kinh tế Thế giới 2000, Đại hội Thể thao Khối Thịnh vượng chung 2006, Cúp Khúc khôn cầu Thế giới 2015 và Hội nghị Bộ trưởng G20. Melbourne còn là cái nôi của nhiều lễ hội và hoạt động văn hóa lớn nhỏ thường niên, nhiều sự kiện trong số đó có đạt đến quy mô lớn nhất trên toàn quốc và trên thế giới.

## Giao thông

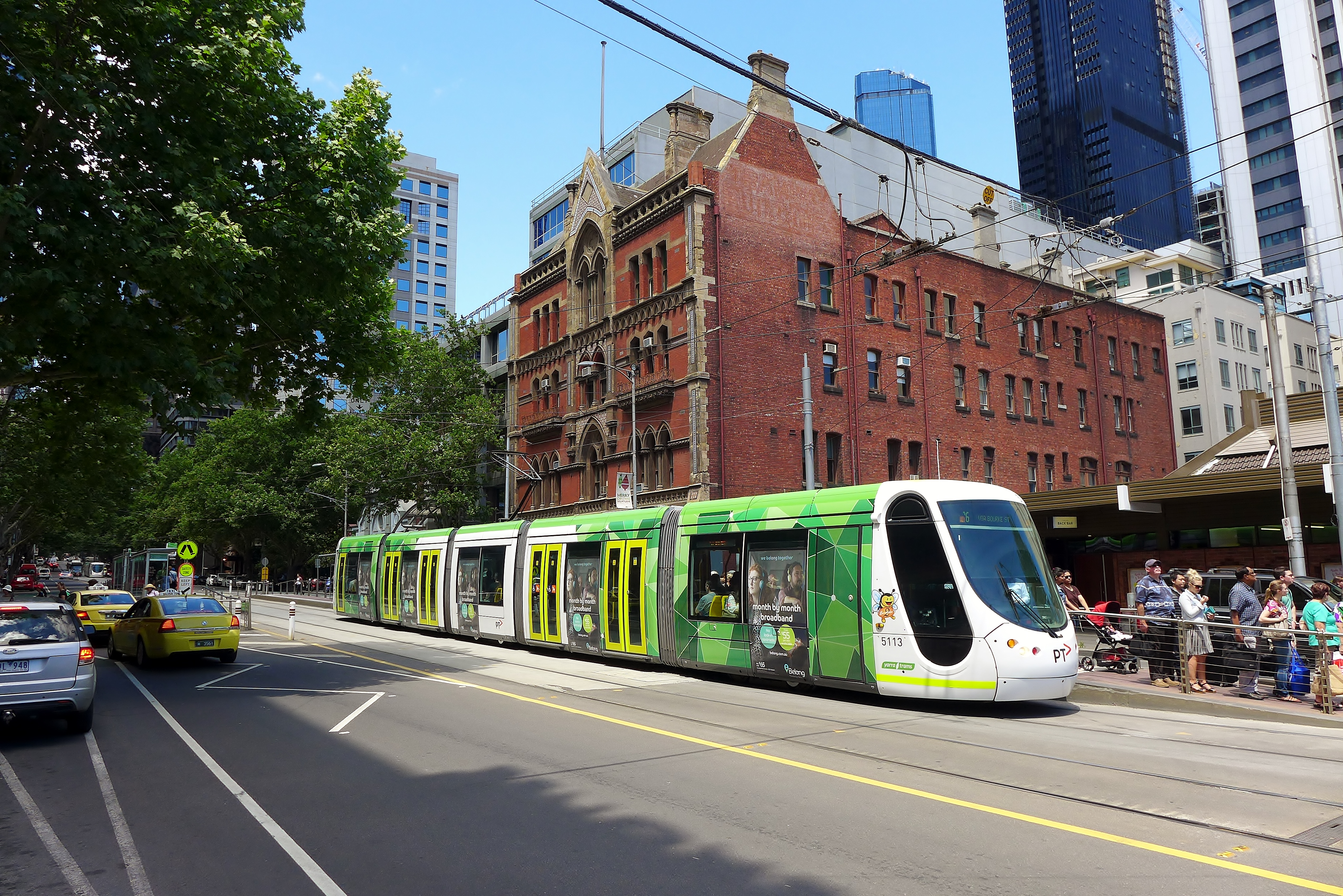
Một xe điện đời 2 trên đường Bourke Street

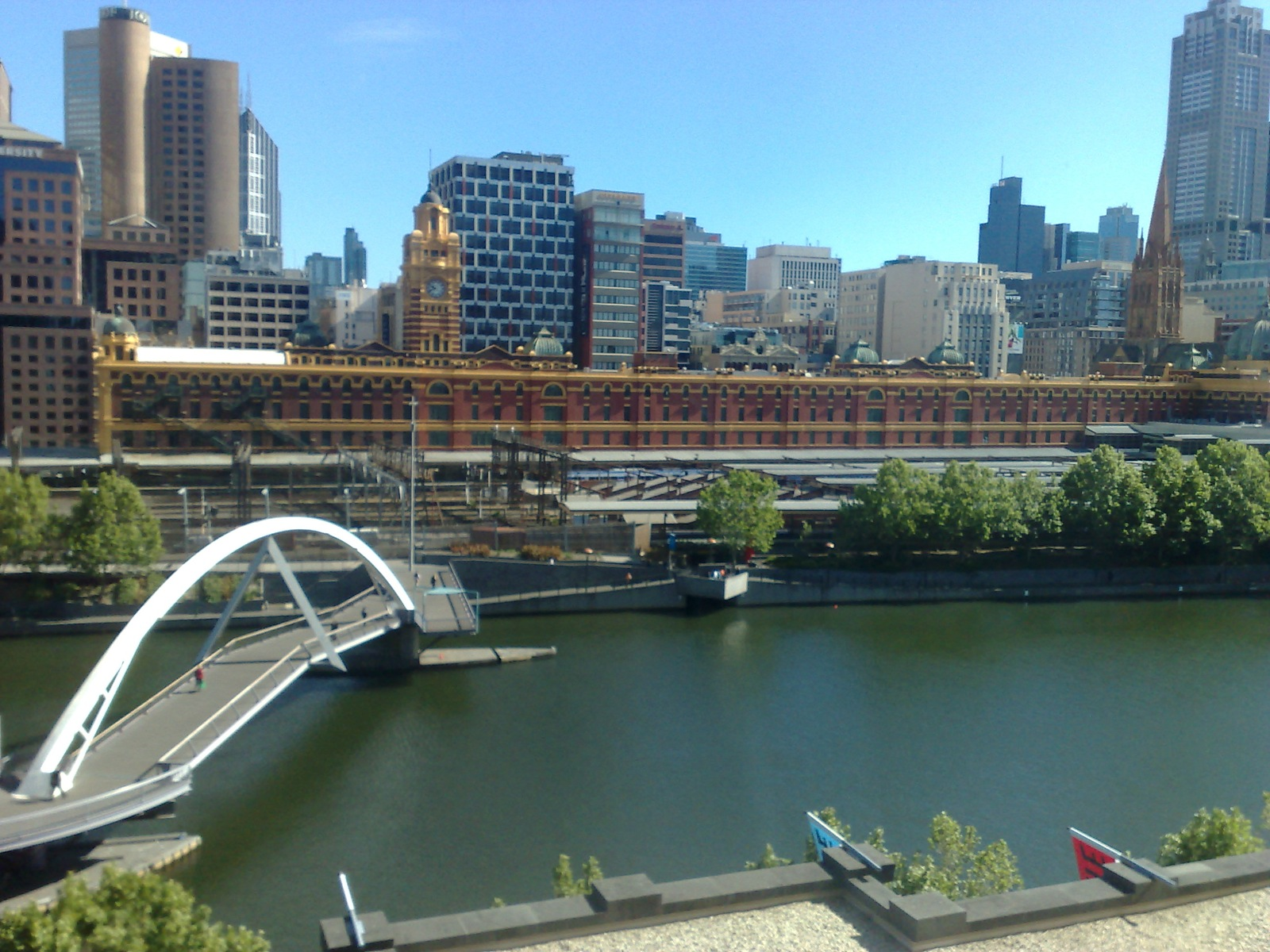
Nhà ga Flinders Street cạnh bờ sông Yarra

Quận trung tâm đóng vai trò đầu mối giao thông của toàn thành phố và cả vùng đô thị rộng lớn.
Không như thành phố Sydney ngập tràn xe buýt, thì tại Melbourne, dù có một mạng lưới dày đặt các phương tiện chuyên chở công cộng, nhiều người vẫn đi lại trong City bằng ô tô như một phương tiện thiết yếu. Trong số các đường trục ra vào thành phố, đường King là trục chính giúp kết nối các vùng phía Nam và phía Tây Bắc. Các điểm dừng taxi lớn cũng nằm trên các tuyến phố của CBD.
Có năm nhà ga tàu điện lớn phục vụ nhu cầu đi lại trong thành phố, gồm các ca: Flinders Street (ga đông khách nhất), Southern Cross (đầu mối giao thông đi các vùng và liên bang) và ba nhà ga ngầm - Parliament, Melbourne Central và Flagstaff. Ga Flinders Street chính là đầu mối của mạng lưới đường sắt đô thị Melbourne.
Xe điện mặt đất (tức xe tram) bao phủ dày đặt các tuyến đường chính như Flinders, Collins, Bourke và Latrobe cũng như trên các đường Spencer Street, Market Street, Elizabeth Street, Swanston Street, Spring Street, Swan Street và St Kilda Road. Có nhiều trạm trung chuyển xe tram lớn, phục vụ cho số lượng hành khách khổng lồ trên các đường Flinders Street, Collins Street, Swanston Street và tại Bourke Street Mall.
Thành phố cũng có nhiều tuyến xe bus chạy qua, trong đó hầu hết các tuyến chạy dọc theo đường Lonsdale Street. Những điểm đón khách lớn của xe bus nằm tại Melbourne Central và QV. Thường các tuyến này kết nối trung tâm thành phố với các vùng phía đông và phía bắc thành phố, nơi chưa có tàu điện.
Nhiều con đường ở CBD có làn đường dành riêng cho xe đạp như Swanston Street, Bourke Street và La Trobe Street. Nhiều tuyến đường xe đạp lớn chạy xuyên qua Trung tâm thành phố.
Tàu chở khách đỗ dọc theo bờ bắc của sông Yarra, lại cảng Liên bang và tại một đoạn cong của hồ Albert Pảkk cạnh Trung tâm Thể thao dưới nước. Trên bờ sông còn có dịch vụ thuê taxi dưới nước đến Melbourne và Công viên Olympic.